# Jacques Coune
Jacques Coune (* 16. Januar 1924; † 7. Februar 2012) war ein belgischer Automobil-Rennfahrer, Motorsport-Enthusiast und Unternehmer. Bekanntheit erlangte er insbesondere in den 1960er-Jahren als Gründer und Inhaber des Unternehmens Carrosserie Jacques Coune mit Firmensitz in Brüssel; bekanntestes Modell war der 1963 entwickelte Coune MGB Berlinette auf Basis des britischen Roadsters MGB, ein sportliches Coupé mit Fließheck, von dem Coune in den Folgejahren 56 Exemplare herstellte und verkaufte.

## Leben

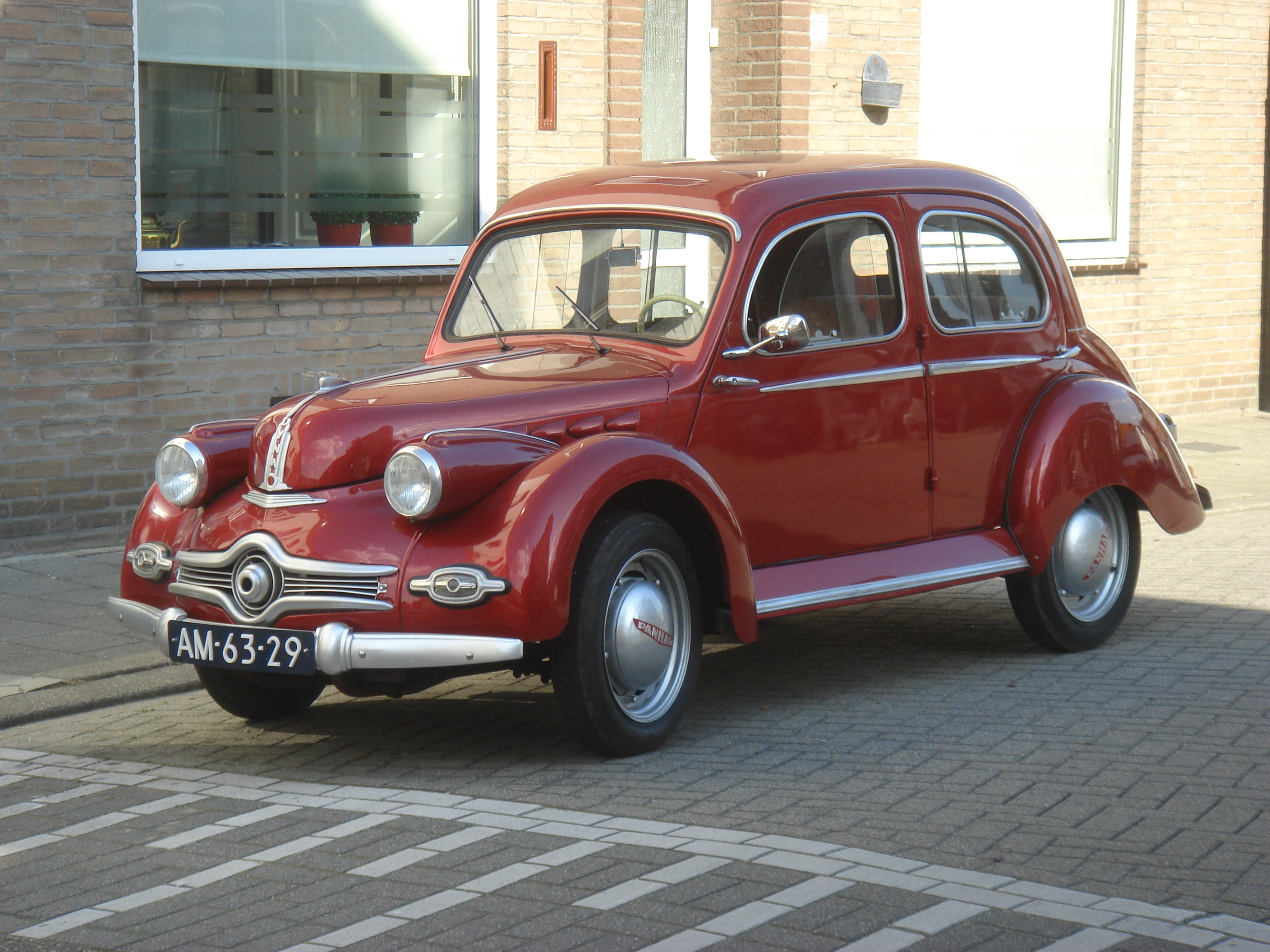
Von Jacques Coune als Subunternehmer in Brüssel montiert: Ein Panhard Dyna X aus den 1950er-Jahren

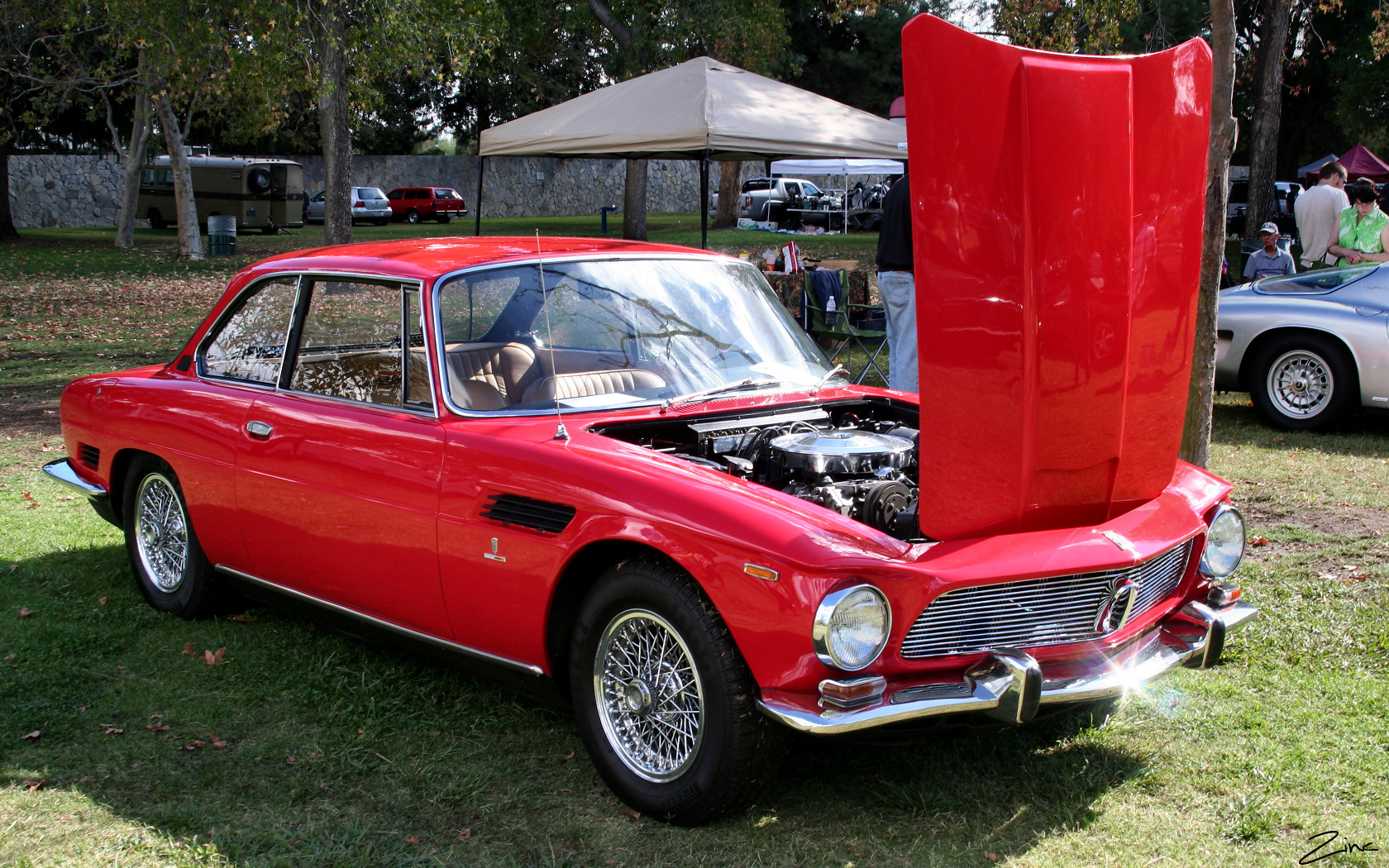
Von Jacques Coune in Belgien vermarktet: Der italienische Gran-Turismo-Sportwagen Iso Rivolta

Coune begann seinen beruflichen Werdegang als Armee-Offizier.
In den 1950er-Jahren unterhielt er – anfänglich zusammen mit seinem Vater – das Unternehmen Central Pièces Auto, das auf die Lagerhaltung und den Verkauf von Ersatzteilen für Automobile spezialisiert war. Ferner montierte er im Auftrag der Paul Sterckx S. A. Personenkraftwagen der französischen Marke Panhard für den belgischen Markt; die Räumlichkeiten lagen im Gebäude 102, Avenue Ducpétiaux in Brüssel.
Mitte der 1950er-Jahre eröffnete er eine Automobilwerkstatt in der Avenue de la Couronne in Brüssel. Dort betreute er neben gewöhnlichen Serienfahrzeugen auch exklusive Sportwagen von Jaguar, Aston Martin und anderen hochpreisigen Marken. Seine Kunden entstammten vielfach einer zahlungskräftigen Oberschicht und schätzten einen individuellen Auftritt. Zu der technischen Betreuung der Fahrzeuge kamen weitere Bereiche dazu, so die Individualisierung des äußeren Erscheinungsbildes und der Innenausstattung. Für Fahrzeuge der Marke MG bot er Hardtops an, aufsetzbare Dächer für Roadster und Cabriolets, ebenso für den Fiat 1500 Spider und den Auto Union 1000 Sp Roadster. Darüber hinaus war Coune der erste Abarth-Händler außerhalb Italiens sowohl für die Abarth-Sportwagen als auch die Sportauspuffanlagen.
Mitte der 1950er-Jahre bestritt Coune mehrere Sportwagenrennen, vor allem in Belgien; dabei trat er insbesondere für die Ecurie Francorchamps an, mehrfach mit einem Ferrari 166 MM/53 Vignale Spyder in der Kategorie bis zwei Liter Hubraum. Außerdem war Coune Mitbegründer des Motorsportteams Equipe Nationale Belge.
In den 1960er-Jahren unterhielt er ergänzend die Vertretung der italienischen Sportwagenmarke Iso Rivolta. Die Verkaufsräume lagen in demselben Gebäude, in dem auch die Garage Francorchamps S. A. seines Freundes und Rennfahrerkollegen Jacques Swaters ansässig war und wo die Rennsportwagen der Ecurie Francorchamps vorbereitet wurden.
Von 1962 bis 1968 betrieb Coune parallel ein eigenes Karosseriebauunternehmen, Carrosserie Jacques Coune. In den Jahren 1963, 1964 und 1965 war er jeweils mit einem eigenen Stand auf dem Automobilsalon von Brüssel vertreten, damals eine der weltweit bedeutendsten Fachmessen für Personenkraftwagen.
Im Jahr 1970 zog sich Coune aus wirtschaftlichen Gründen aus dem Automobilgeschäft zurück. Stattdessen arbeitete er für das erfolgreiche Immobilienunternehmen seines Landsmanns Charly de Pauw. Mit Automobilen kam Coune ab 1984 wieder in engen Kontakt: An der Rogierplein in Brüssel eröffnete De Pauw das Brüsseler Automobilmuseum; Coune übernahm dort, bereits 60-jährig, die Position des Konservators. Einige Jahre später starb de Pauw; das Museum wurde geschlossen und mehrere Fahrzeuge der Sammlung wurden verkauft. Einige der von Coune gewarteten und restaurierten Fahrzeuge befinden sich heute in der Sammlung „Autoworld Brüssel“.
Ab den 1990er-Jahren führte Coune ein sehr zurückgezogenes Leben. Er starb 2012 im Alter von 88 Jahren. Sein Grab befindet sich im Ort La Hulpe in der Wallonie.

### Karriere als Rennfahrer
Als Rennfahrer bestritt Jacques Coune mehrere Sportwagenrennen, zumeist in seinem Heimatland Belgien.
So trat er am 13. Mai 1956 in einem Ferrari 166 MM/53 Vignale Spyder für die Ecurie Francorchamps zum Grand Prix de Spa-Francorchamps für Produktionswagen an. Das Rennen wurde auf dem Ardennen-Rundkurs Circuit de Spa-Francorchamps ausgetragen. Counes Teamkollegen waren Paul Frère auf einem Ferrari 500 TR und Jacques Herzet, gleichfalls auf einem Ferrari 166 MM/53, vermutlich auch Edouard Margairaz auf einem Ferrari 212 Export. Gegner waren unter anderem drei Jaguar D-Type, darunter der Siegfahrer Ninian Sanderson, zwei Aston Martin DB3/S, darunter der Zweitplatzierte Reg Parnell, sowie vier Porsche 550 mit Fahrern wie Richard von Frankenberg und Wolfgang Seidel. Coune erreichte das Ziel des knapp einstündigen Rennens außerhalb der Punkteränge, ohne von den teils hubraumstärkeren Konkurrenten überrundet zu werden, sein Teamkollege Frère wurde Dritter.
Mit demselben Sportwagen der Ecurie Francorchamps bestritt Coune am 5. Juli 1956 ein weiteres Rennen auf dem Kurs von Spa-Francorchamps; das genaue Ergebnis ist nicht bekannt. Ferner ist eine Teilnahme beim Bergrennen Côte d’Andenne am 15. Juli 1956 dokumentiert, bei dem Coune den zweiten Platz in seiner Klasse erzielte.
Der 1956 von Coune pilotierte Ferrari 166 MM/53 Vignale Spyder aus dem Jahr 1953 gehörte ursprünglich dem bekannten, in Paris wohnhaften Rennfahrer Porfirio Rubirosa aus der Dominikanischen Republik. In den Jahren 1954 und 1955 nutzte ihn der französische Rennfahrer Fernand Tavano, ehe ihn die Garage Francorchamps S. A. in Brüssel 1956 über das Ferrari-Werk erwarb. Neben Coune nutzten auch Bernard Bianchi und Jean Blaton alias „Beurlys“ den Ferrari Spyder bei Rennen 1956. Im nächsten Jahr verkaufte die Garage Francorchamps S. A. den inzwischen vier Jahre alten Rennsportwagen weiter, der noch heute existiert.

### Wirken als Organisator im Motorsport

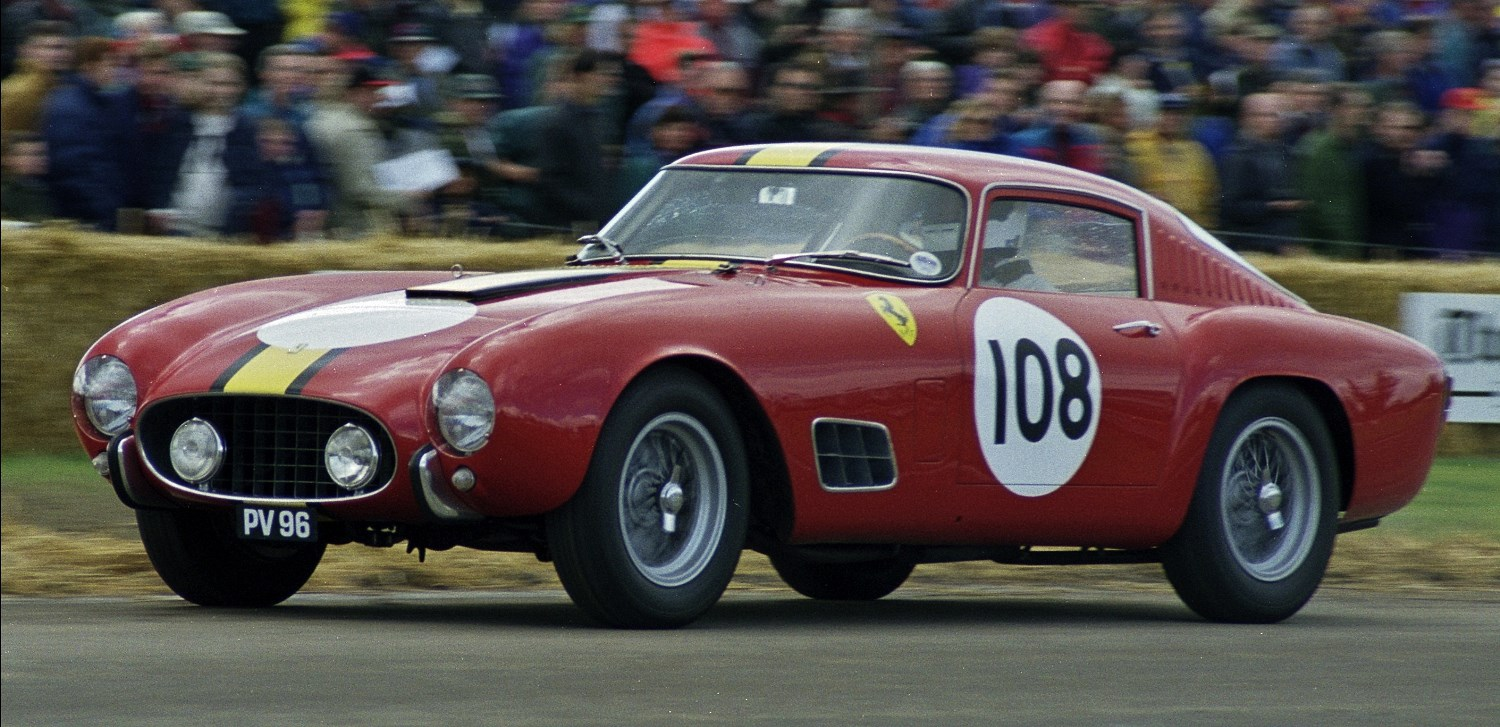
Von Jacques Coune mitbetreut: Ein Ferrari 250 GT LWB Berlinetta Scaglietti TdF in den Farben der Ecurie Francorchamps

Ab Mitte der 1950er-Jahre engagierte sich Coune auch organisatorisch im Rennsportteam Ecurie Francorchamps und kümmerte sich mit um die Wartung der teameigenen Sportwagen, insbesondere der aufwendigen Ferrari-V-Zwölfzylinder. Hierbei kam ihm zugute, dass die Verkaufsräume seiner Abarth- und später Iso-Rivolta-Vertretung im selben Brüsseler Haus waren wie der Sitz der hinter der Ecurie stehenden Garage Francorchamps S. A. Ferner war Coune Mitbegründer des Motorsportteams Equipe Nationale Belge (ENB), das Rennsportwagen von Abarth sowie Ferrari und auch Formel-1-Rennwagen einsetzte.
Engen Kontakt zur Formel 1 hatte Coune vor allem während der Automobil-Weltmeisterschaft 1962. Aus Teilen der drei teameigenen Vorjahresrennwagen, Emeryson 61 von Emeryson Cars, die in zahlreichen Unfällen erheblich beschädigt worden waren, baute die Equipe ein neues Fahrzeug auf. Coune entwarf und baute die neue Karosserie, die äußerlich – speziell an der Front – stark an den „Sharknose“-Ferrari von 1961 erinnerte, jedoch insgesamt als weniger elegant empfunden wurde. Den je nach Quelle teils als Emeryson 1001, teils als ENB-Maserati bezeichneten Wagen nutzte Lucien Bianchi bei allen drei Formel-1-Veranstaltungen, zu denen er gemeldet war; er konnte sich jeweils für das Rennen qualifizieren, darunter den Großen Preis von Deutschland 1962. Es war das letzte Formel-1-Fahrzeug dieses belgischen Teams, das sich fortan auf Rennsportwagen konzentrierte.
Dem Motorsport blieb Coune auch später verbunden, zuletzt ab Mitte der 1980er-Jahre als Konservator eines Automobilmuseums in Brüssel.

## Unternehmen Carrosserie Jacques Coune

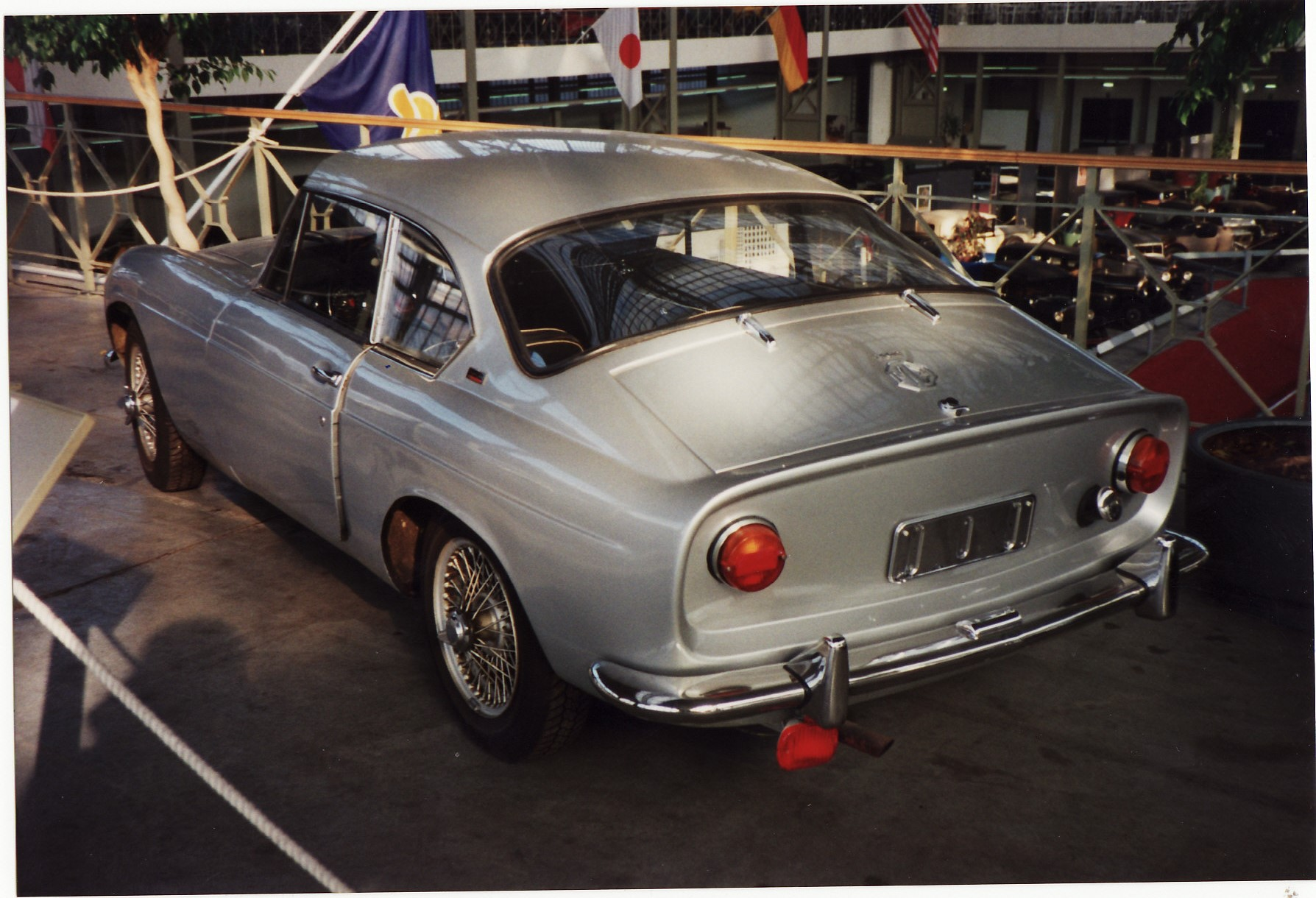
Jacques Counes bekanntestes Fahrzeugmodell: Der 1964 präsentierte und in 56 Exemplaren gebaute Coune MGB Berlinette

Im Angebot waren mehrere Umbauten des Roadsters MGB zu Coupés, von Volvo-Limousinen in Cabriolets sowie von Limousinen der Marken BMW, Mercedes-Benz und Peugeot in Kombis.
Counes Mitarbeiter waren überwiegend spezialisierte Fahrzeugbauer, die aus wirtschaftlichen Gründen in den 1950er- und frühen 1960er-Jahren als Gastarbeiter aus Oberitalien nach Belgien gezogen waren. Zwei waren speziell in der Abarth-Abteilung beschäftigt, 17 weitere in der Karosseriebau-Werkstatt. Viele Arbeitskräfte verlor Coune ab Mitte der 1960er-Jahre, als sich die Wirtschaft in Italien wieder erholte und sie in ihre Heimat zurückkehrten.